# Distretto di Cagaan-Ovoo
Il distretto di Cagaan-Ovoo  è uno dei quattordici distretti (sum) in cui è suddivisa la provincia del Dornod, in Mongolia. Conta una popolazione di 3.696 abitanti (censimento 2009). 